# Gestion de flotte
La gestion de flotte est la gestion de l’utilisation et/ou de la maintenance d’un parc de véhicules. Par extension, elle englobe souvent la gestion des conducteurs.
Ce terme désigne ainsi une vaste variété de produits et de services permettant d’améliorer la productivité d’une entreprise par l’emploi rationnel de sa flotte de véhicules et son optimisation,. Elle repose sur les techniques de localisation en temps réel, utilise souvent l'envoi d'AVL (Automatic Vehicle Location, littéralement « localisation automatique de véhicules »), et/ou temps différé (récupération de l'historique de l'utilisation d'un véhicule et/ou de ses conducteurs). Ces technologies reposent principalement sur les technologies de positionnement (principalement GPS) et de communication (GPRS, SMS, 3G, GSM Data, communication satellitaire, communication UHF/VHF, réseau ZigBee ou Wi-Fi).
Un système de gestion de flotte est composé de deux principaux éléments : l'ordinateur de bord équipant chacun des véhicules et le logiciel de gestion de flotte exploitant les données collectées depuis les véhicules.

## Géolocalisation
L'utilisation la plus connue de la gestion de flotte est la géolocalisation des véhicules en temps réel. Cette fonctionnalité utilise en général le système GPS et un moyen de télécommunication (GSM/GPRS/3G, communication satellite, UHF/VHF).

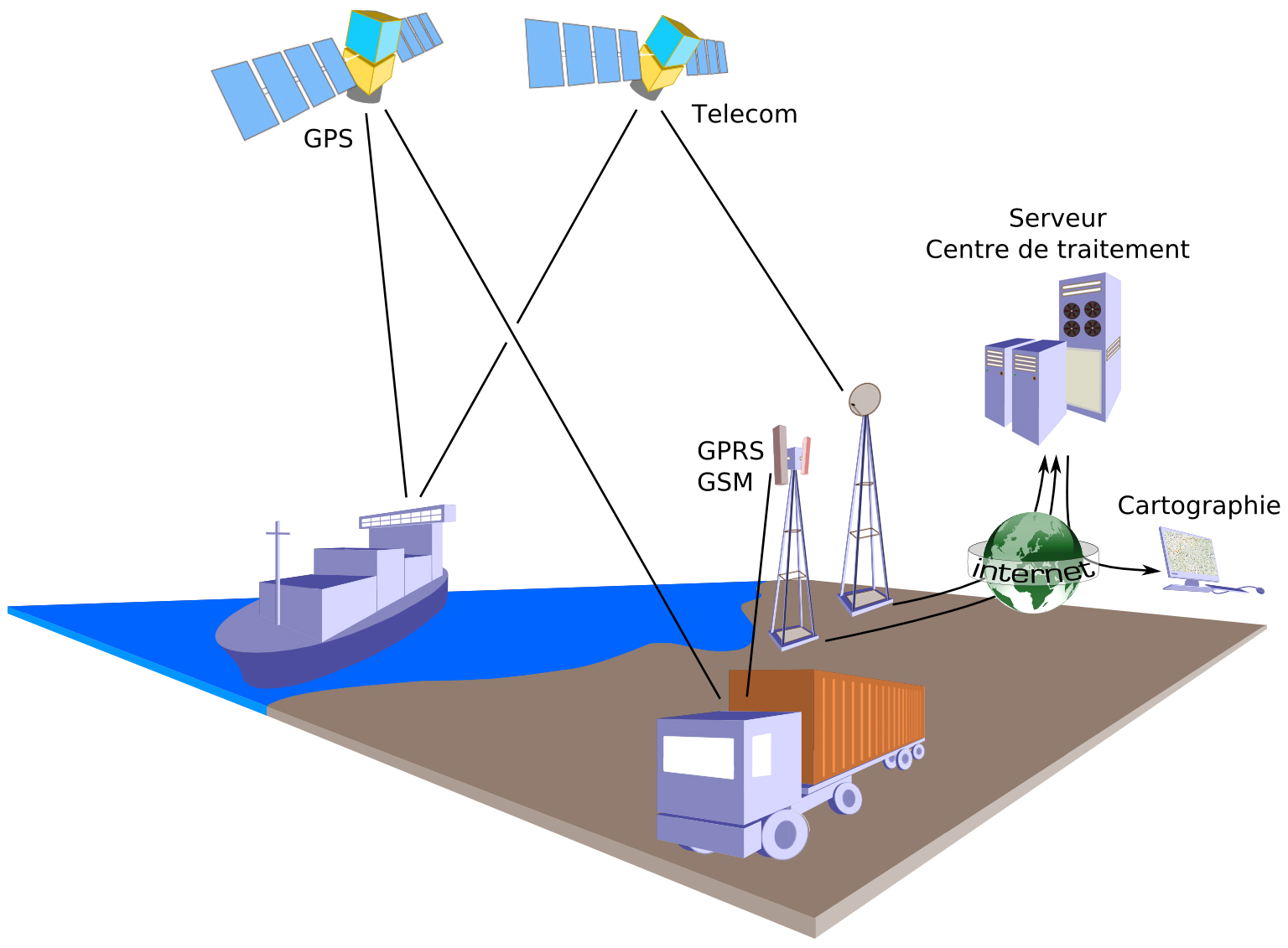
Principe de géolocalisation par GPS avec remontée des données via le réseau GSM/GPRS ou par les satellites de télécommunication.

## Diagnostics techniques
Certains systèmes permettent de se connecter directement à l'ordinateur de bord du véhicule pour lire les informations de maintenance (kilométrage, heures moteur, consommation, codes panne…). Le système de gestion de flotte peut donc alerter à distance les gestionnaires du parc de véhicule de toutes les maintenances à effectuer ou des problèmes techniques en cours.

## Exploitation de l'information par des applications métier
La centralisation des différentes informations des véhicules (position, kilométrage, conducteur…) peut être couplée avec un système spécifique qui exploitera ces données. C'est un point intéressant pour les entreprises qui ont chacun des besoins d'information et de gestion spécifiques. De la collecte de déchets aux services de livraison en passant par les transporteurs, différents outils pourront permettre d'améliorer la productivité de l'entreprise en centralisant l'information du terrain et la redistribuant aux différents acteurs.

## Gestion desconducteurs
L'ordinateur de bord équipant le véhicule peut être équipé d'un système d'identification du conducteur (ex: saisi d'un code personnel ou utilisation d'une clé conducteur) permettant d'identifier le conducteur. Une fois le conducteur identifié, les données enregistrées au niveau du véhicule seront associées à ce dernier. Ceci est particulièrement utile lorsqu'il faut définir quel conducteur se trouvait dans le véhicule au moment d'un fait (accident, procès-verbal du code de la route, événement avec un client).

## Sécurité des véhicules et conducteurs
L'ordinateur de bord peut aider sur différents aspects en matière de sécurité. Il peut tout d'abord avertir en permanence le conducteur sur les conduites inadaptées au véhicule. En cas d'accident ou autre problème, le véhicule peut directement alerter sur sa position et le problème en cours.

## Remplacement de la flotte et gestion du cycle de vie
Le remplacement en temps voulu des véhicules et des équipements est un processus qui nécessite la capacité de prévoir le cycle de vie des actifs sur la base d'informations relatives au coût, à l'utilisation et à l'espérance de vie des actifs,. Les organisations préfèrent utiliser une nouvelle flotte dans le cadre d'une stratégie de réduction des coûts lorsqu'une flotte usagée est vendue pour servir une nouvelle flotte,. 
Les exigences en matière de financement sont également un problème car de nombreuses organisations, en particulier les organisations gouvernementales, achètent des véhicules au comptant. La nature ad hoc et le niveau traditionnellement bas du financement en espèces ont eu pour conséquence que de nombreuses opérations ont été menées avec une flotte de véhicules obsolète. L'absence de financement suffisant pour le remplacement des véhicules peut également entraîner une augmentation des coûts d'entretien en raison du vieillissement des véhicules. 

## Gestion des tribunaux
La gestion de la flotte fait également référence à la gestion des navires en mer,. Les contrats de gestion de flotte maritime sont généralement attribués à des sociétés de gestion de flotte qui s'occupent d'aspects tels que le recrutement des équipages, la maintenance et les opérations quotidiennes. L'armateur a ainsi le temps de se concentrer sur la réservation de la cargaison. 

## Systèmes d'arrêt à distance des véhicules
Les systèmes d'arrêt à distance des véhicules permettent aux utilisateurs situés dans des lieux éloignés d'empêcher le moteur de démarrer, d'empêcher le véhicule de se déplacer et d'arrêter ou de ralentir un véhicule en marche. L'arrêt à distance permet à un répartiteur ou à un autre personnel autorisé de réduire progressivement la vitesse du véhicule en rétrogradant, en limitant la puissance de l'accélérateur ou en purgeant le système de freinage à partir d'un endroit éloigné. Certains de ces systèmes informent le conducteur à l'avance qu'un arrêt du véhicule est sur le point de se produire.

## Autre
Désactivation du véhicule en cas de vol, contrôle des accès des véhicules selon les autorisations ou licences nécessaires.